# أسماك قنومية
الأسماك القنومية أو الأسْمَاكُ الفِيلِيّة (الاسم العلمي: Mormyridae) هي فصيلة من الأسماك تتبع رتبة عظميات اللسان من طائفة شعاعيات الزعانف. هي أسماك تعيش في المياه العذبة وتعد من الأسماك الإفريقية الواطنة وتضم هذه الفصيلة 200 نوع مما يجعلها أكبر فصيلة في الزعنفيات الظهرية.

## التصنيف
هناك مما يقرب من 200 نوع من فصيلة القنوم موزعة على فصيلتين فرعيتين هما القنوماوات وحجريات الرأس والأخيرة تحتوي على جنس واحد.
- القنوماوات:
  - القنومة
  - Boulengeromyrus Taverne & Géry, 1968
  - Brienomyrus Taverne, 1971
  - Campylomormyrus Bleeker, 1874
  - Cyphomyrus Pappenheim, 1906
  - Genyomyrus جورج ألبرت بولينغر, 1898
  - سمكة الفيل Gill, 1863
  - Heteromormyrus Steindachner, 1866
  - Hippopotamyrus Pappenheim, 1906
  - Hyperopisus Gill, 1862
  - Isichthys Gill, 1863
  - Ivindomyrus Taverne & Géry, 1975
  - Marcusenius Gill, 1862
  - Mormyrops جوهانس مولر, 1843
  - Myomyrus جورج ألبرت بولينغر, 1898
  - Oxymormyrus Bleeker, 1874
  - Paramormyrops Taverne، Thys van den audenaerde& Heymer, 1977
  - Pollimyrus Taverne, 1971
  - Stomatorhinus جورج ألبرت بولينغر, 1898
- حجريات الرأس:
  - حجرية الرأس Marcusen, 1854